# King Kong lever
King Kong lever (engelska: King Kong Lives) är en amerikansk monsterfilm som hade biopremiär i USA den 19 december 1986, regisserad av John Guillermin. Den är uppföljaren till nyinspelningen King Kong från 1976.

## Rollista (urval)
- Linda Hamilton
- Brian Kerwin
- John Ashton

### Fotnoter
1. ↑  ”King Kong Lives” (på engelska). Box Office Mojo. 19 januari 1986. http://www.boxofficemojo.com/movies/?id=kingkonglives.htm. Läst 19 september 2016.